# Latoue
Latoue ist eine französische Gemeinde mit 306 Einwohnern (Stand 1. Januar 2022) im Département Haute-Garonne in der Region Okzitanien (vor 2016 Midi-Pyrénées) in Südfrankreich. Sie gehört zum Arrondissement Saint-Gaudens und zum Kanton Cazères. Die Bewohner nennen sich Latois.

## Geographie
Die Gemeinde Latoue liegt an der Noue, acht Kilometer nordöstlich von Saint-Gaudens und etwa 75 Kilometer südwestlich von Toulouse. Nachbargemeinden sind Saint-Marcet im Nordwesten und Norden, Aulon im Norden und Nordosten, Sepx im Osten, Castillon-de-Saint-Martory im Südosten, Lieoux im Süden, Saux-et-Pomarède im Südwesten sowie Larcan im Westen.

## Bevölkerungsentwicklung
| Jahr                       | 1962 | 1968 | 1975 | 1982 | 1990 | 1999 | 2006 | 2013 | 2020 |
| Einwohner                  | 446  | 379  | 327  | 323  | 294  | 284  | 291  | 327  | 313  |
| Quellen: Cassini und INSEE |      |      |      |      |      |      |      |      |      |

## Sehenswürdigkeiten
- Kirche Saint-Sernin
- Kapelle Sainte-Radegonde
- Burg Latoue aus dem 13. Jahrhundert

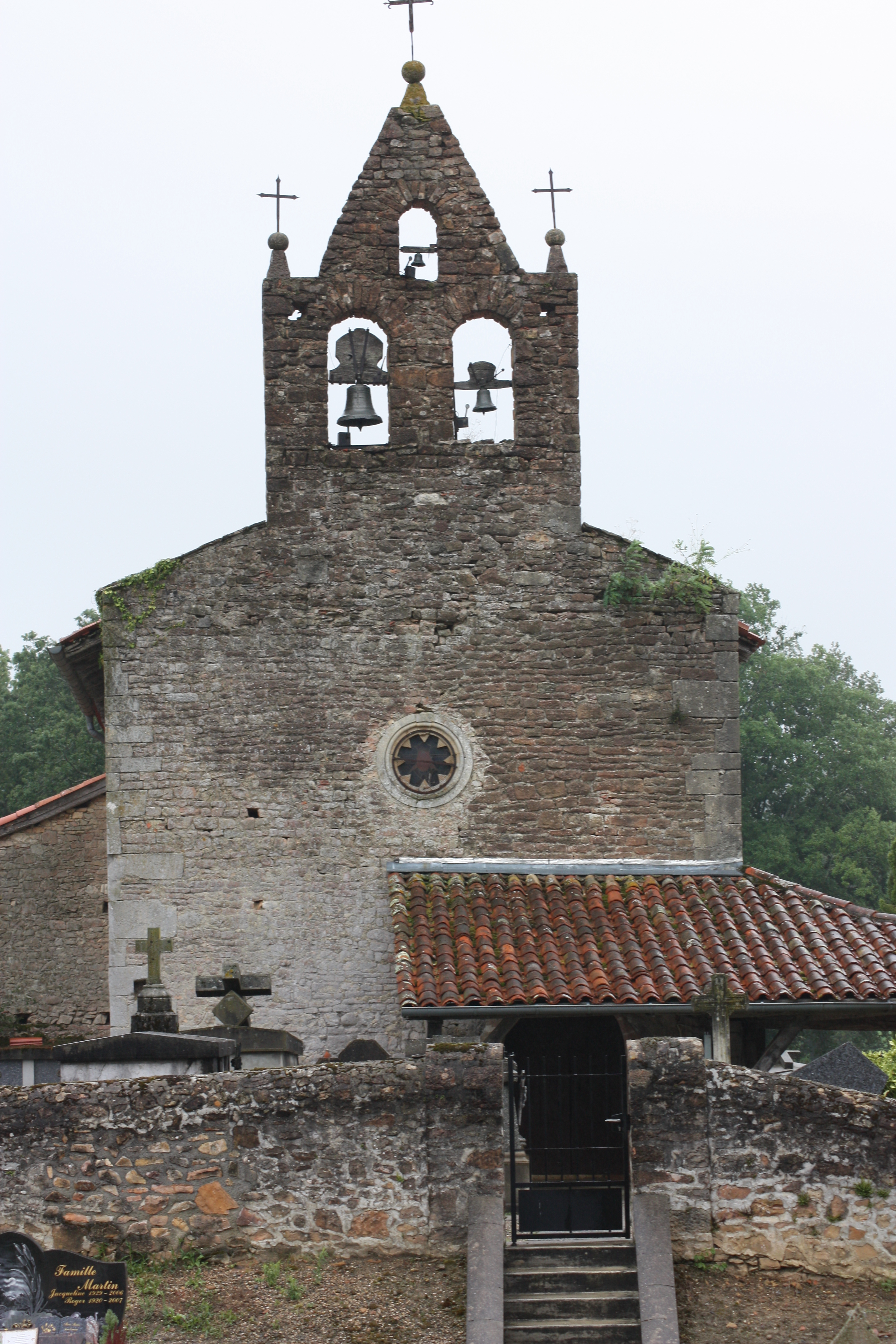
Kapelle Sainte-Radegonde
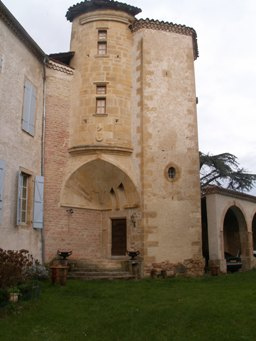
Turm der Burg Latoue
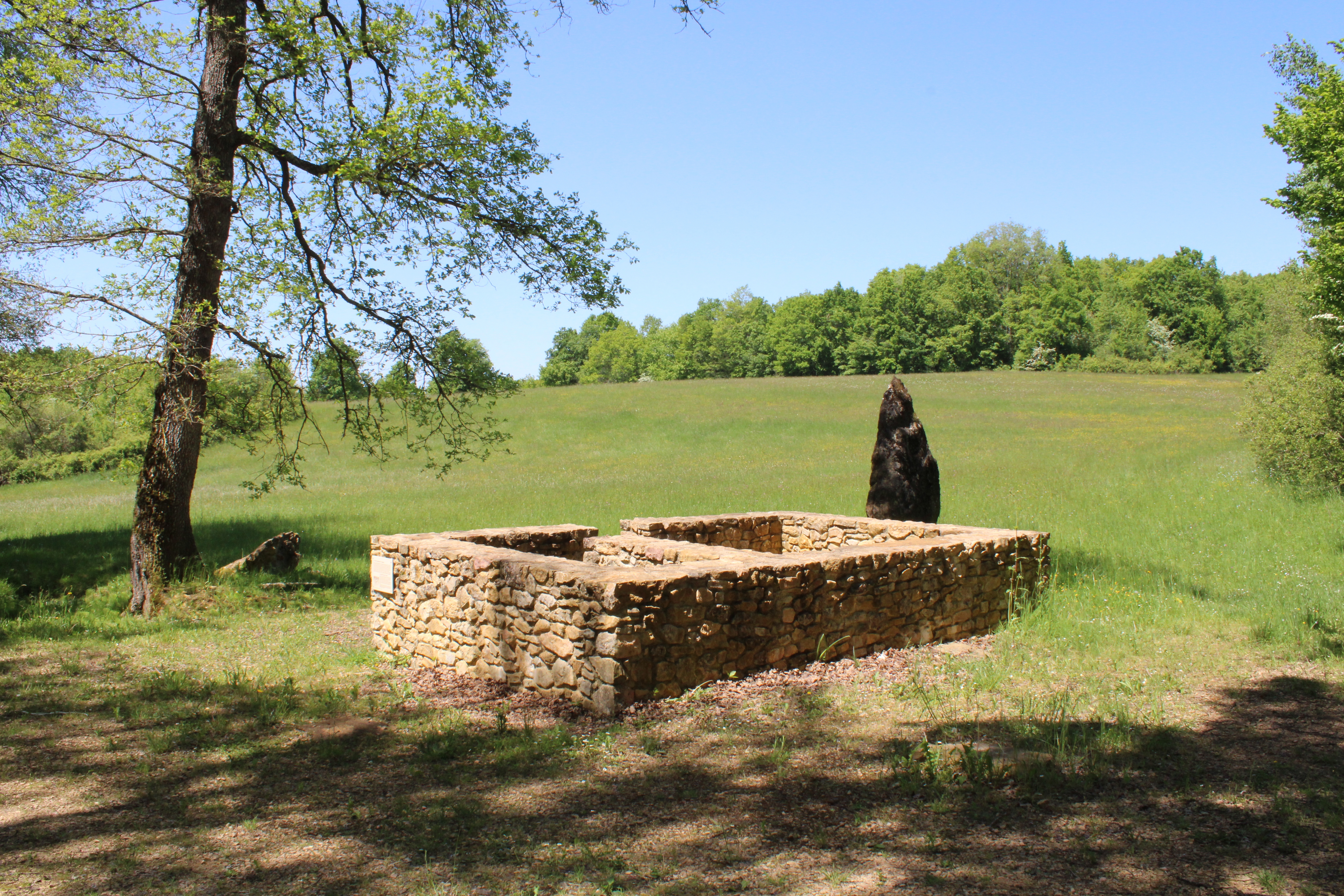
sog. Wunderquelle von Cloutoun
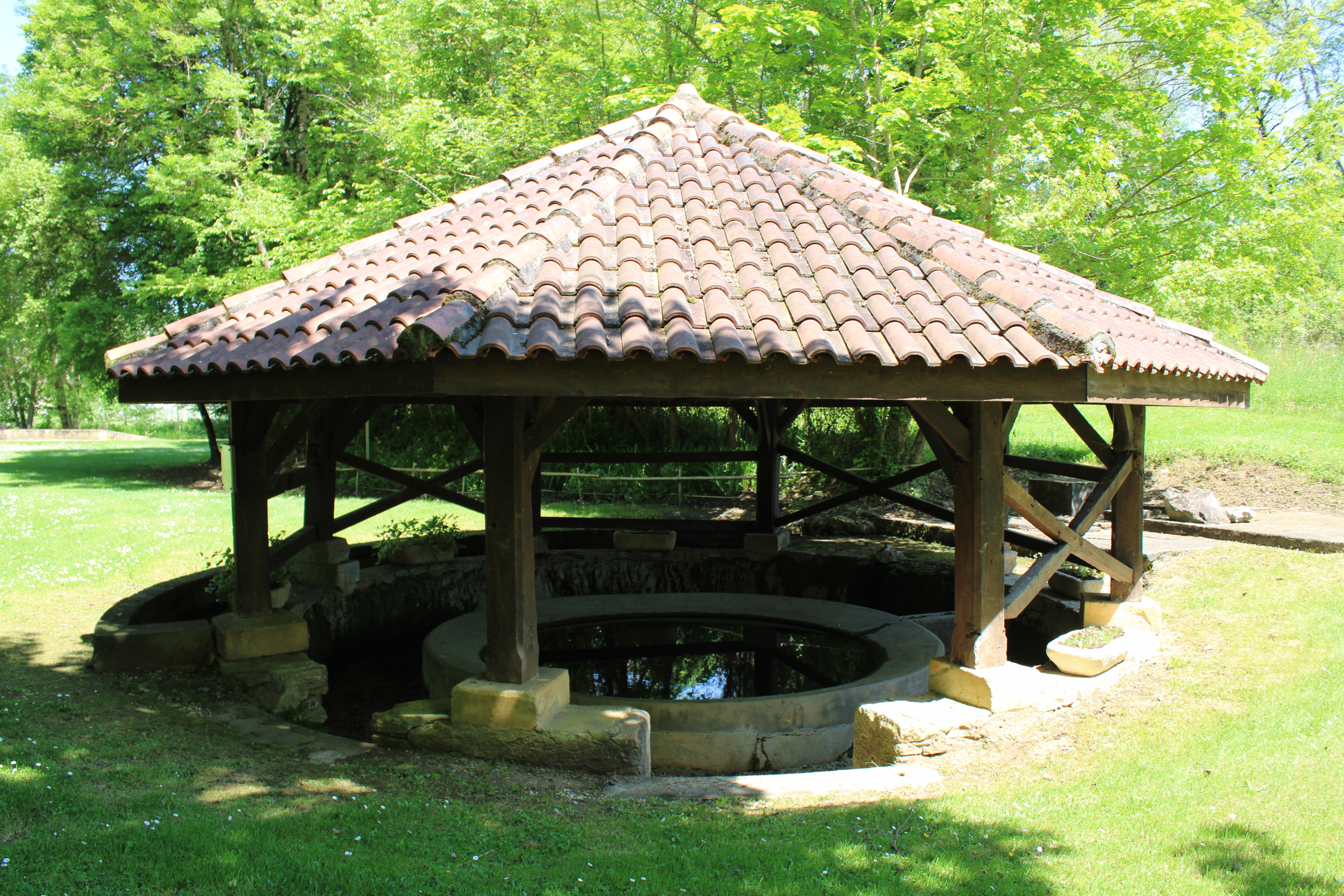
Ehemaliges Waschhaus aus dem 16. Jahrhundert
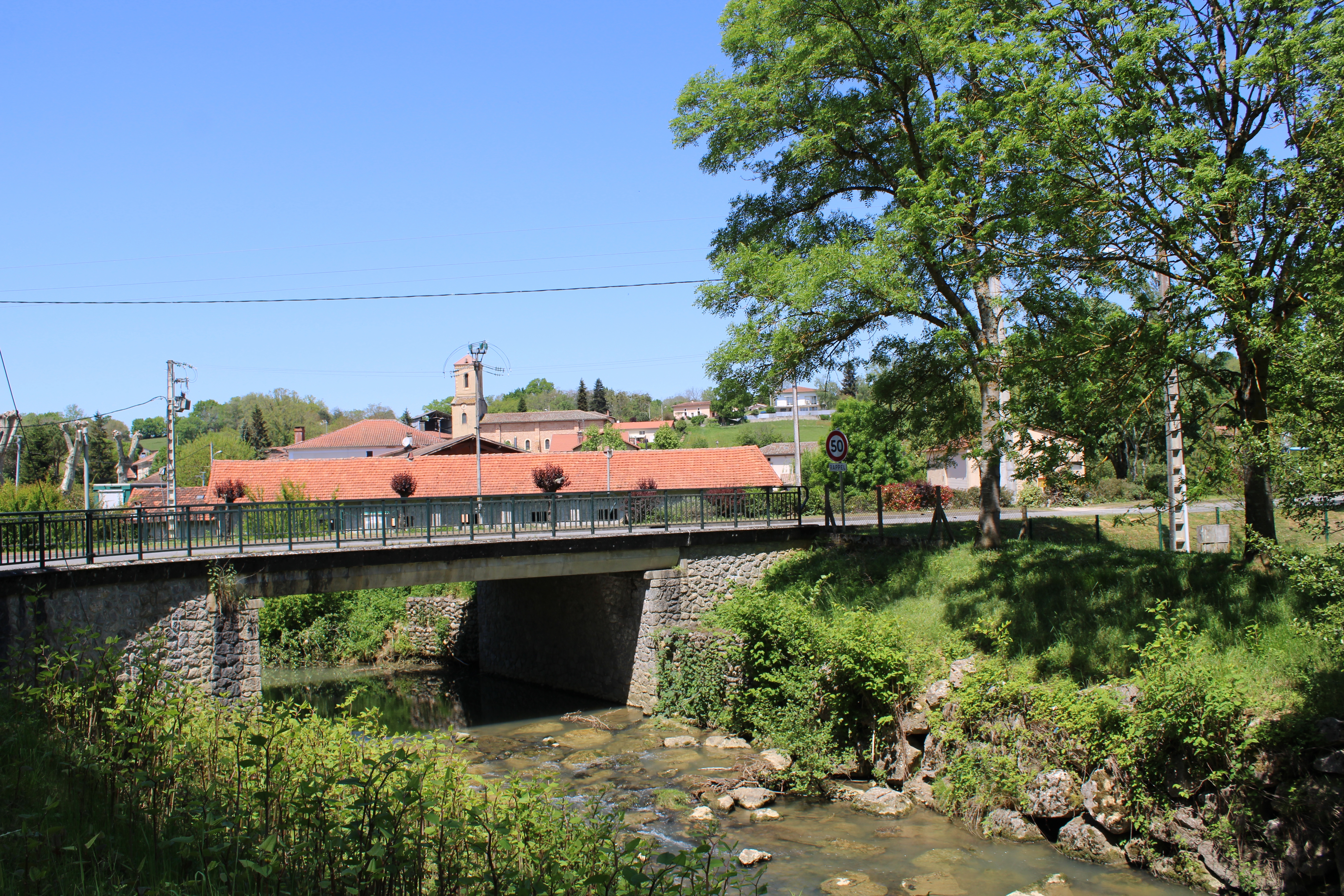
Brücke über die Noue
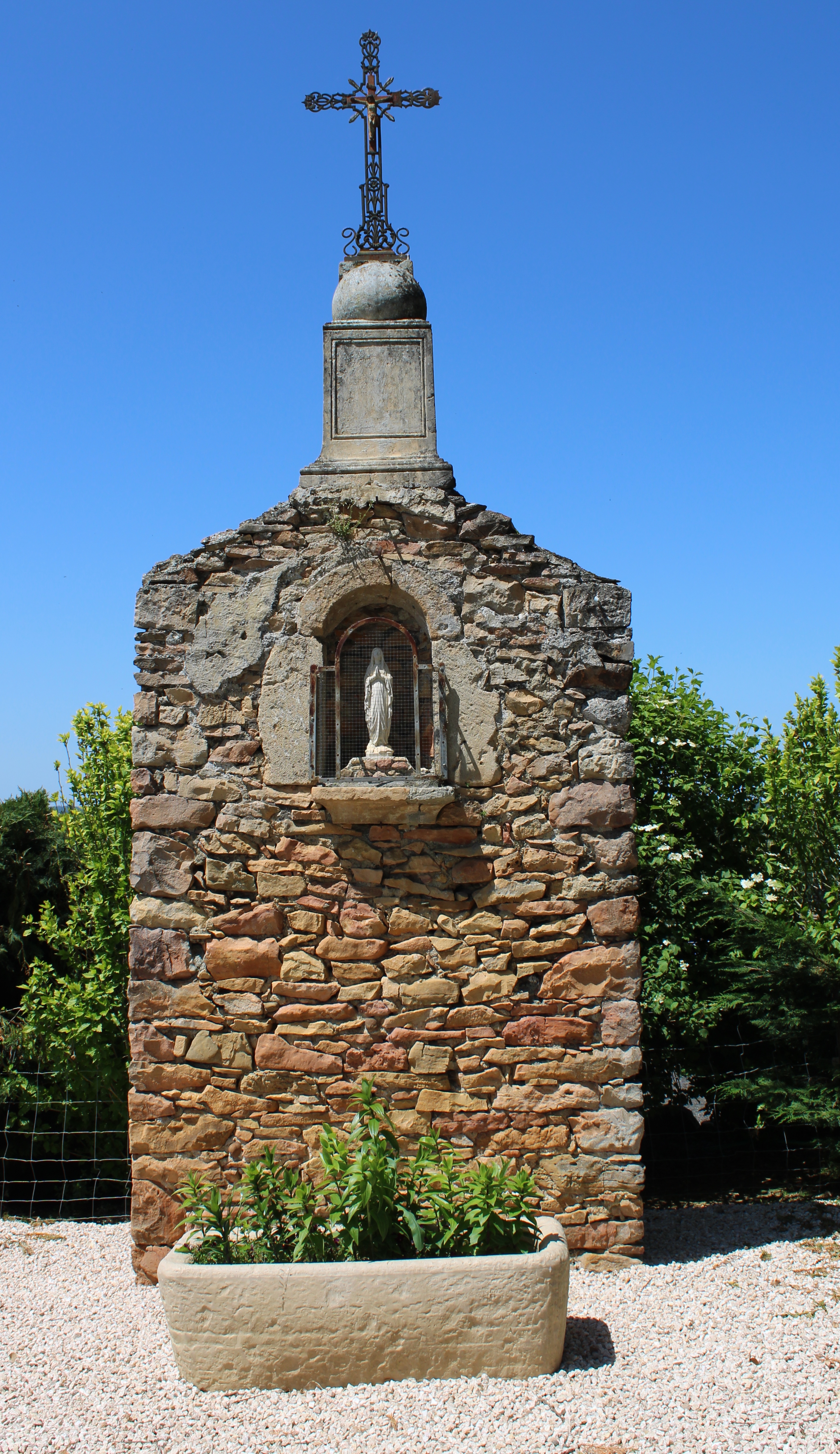
Oratorium
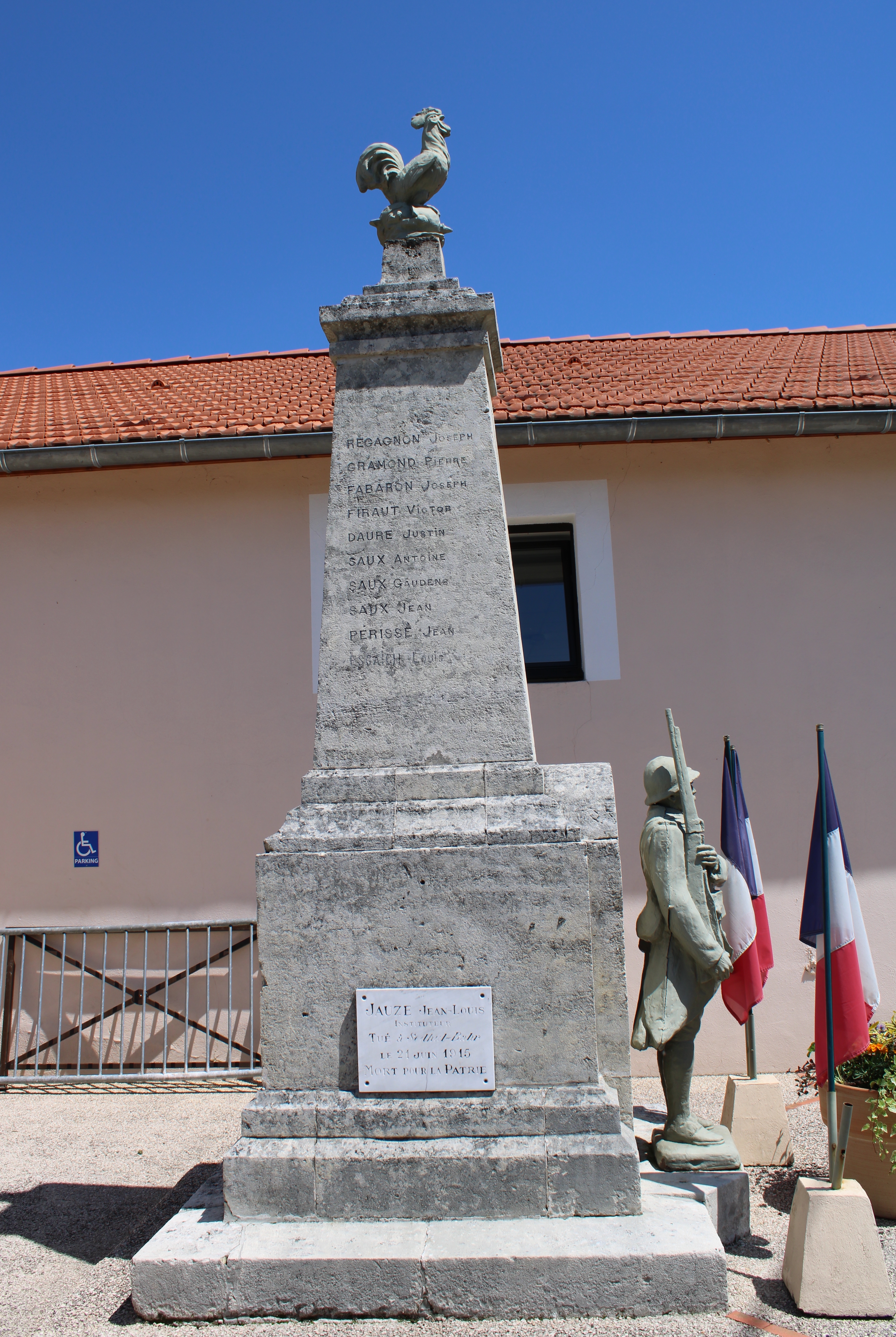
Gefallenendenkmal